# Drymaria holosteoides
Drymaria holosteoides är en nejlikväxtart som beskrevs av George Bentham. Drymaria holosteoides ingår i släktet Drymaria och familjen nejlikväxter. Utöver nominatformen finns också underarten D. h. crassifolia.